# Prosopocera bivittata
Prosopocera bivittata là một loài bọ cánh cứng trong họ Cerambycidae.